# Johanna Mattsson
Johanna Malin Mattsson (Gällivare, 2 maggio 1988) è una lottatrice svedese, specializzata nella lotta libera.

## Biografia
Ha rappresentato la Svezia ai Giochi olimpici estivi di Rio de Janeiro 2016, classificandosi quattordicesima nel torneo dei -58 kg. Ha vinto tre medaglie di bronzo iridate: a Mosca 2010 nei -59 kg, Parigi 2017 nei -60 kg e a Oslo 2021 nei -65 kg. È stata due volte campionessa continentale agli europei di Vilnius 2009 e Vantaa 2014, nonché vincitrice di due bronzi. Ha partecipato ai Giochi europei di Baku 2015 e Minsk 2019, senza riuscire a salire sul podio. Ai campionati nordici di Kristiansund 2019 ha vinto l'oro nei -62 kg.

## Palmarès
- Mondiali

Mosca 2010: bronzo nei -59 kg;
Parigi 2017: bronzo nei -60 kg;
Oslo 2021: bronzo nei -65 kg;
- Europei

Mosca 2006: bronzo nei -55 kg;
Vilnius 2009: oro nei -59 kg;
Vantaa 2014: oro nei -60 kg;
Novi Sad 2017: bronzo nei -60 kg;
- Campionati nordici

Kristiansund 2019: oro nei -62 kg;